# Roméo et Juliette (film, 1955)
Pour les articles homonymes, voir Roméo et Juliette (homonymie).
Pour plus de détails, voir Fiche technique et Distribution.
Roméo et Juliette (titre original russe : Ромео и Джульетта, Romeo i Dzhulietta) est un film-ballet soviétique réalisé par Leo Arnchtam d'après la tragédie de William Shakespeare sur la musique de Sergueï Prokofiev et sorti en 1955.
Les danseurs appartiennent au la troupe du théâtre du Bolchoï.

## Synopsis
L'intrigue est celle de la pièce Roméo et Juliette de William Shakespeare.

## Fiche technique
- Titre original : Romeo i Dzhulietta
- Titre français : Roméo et Juliette
- Réalisation : Leo Arnchtam
- Scénario : Leo Arnchtam, d'après le ballet Roméo et Juliette de Sergueï Prokofiev, basé sur la pièce de théâtre Roméo et Juliette de William Shakespeare
- Direction artistique :
- Décors : Alekseï Parkhomenko
- Costumes : P. Williams, Konstantin Yefimov
- Photographie : Yu-Lan Chen, Aleksandr Chelenkov
- Son : Boris Volski
- Montage : Lichorshin
- Musique : Sergueï Prokofiev, Boris Volski
- Chef d'orchestre : Guennadi Rojdestvenski
- Chorégraphie : Leonid Lavrovski
- Production :
- Société de production : Mosfilm
- Pays d'origine :  Union soviétique
- Langue originale : russe
- Format : couleur
- Genre : film ballet, tragédie, romance
- Durée : 93 minutes
- Dates de sortie :
  -  France : 20 mai 1955 (Festival de Cannes)
  -  Union soviétique : 20 mars 1955
  -  France : 21 décembre 1955

## Distribution
- Galina Oulanova : Juliette
- Youri Jdanov (ru) : Roméo
- Alekseï Ermolaev (en) : Tibalt
- Sergueï Koren (ru) : Mercutio
- Iraida Olenina : la nourrice de Juliette
- Aleksandr Radunski (ru) : Lord Capulet
- Elena Ilyushchenko (ru) : Lady Capulet
- V. Kudriashov : Benvolio
- L. Loshchilin : Friar Laurence
- Alexandre Lapaouri : Paris

## Distinctions
- 1955 : Festival de Cannes : Prix du film lyrique[1]